# Campodea pauliani
Campodea (Campodea) pauliani – gatunek widłogonka z rodziny Campodeidae.

## Taksonomia
Gatunek ten został opisany przez Bruna Condé w 1953 roku. W katalogu Hallana umieszczony jest w podrodzaju Campodea, natomiast w bazie "Global Name Index" w podrodzaju Indocampa.

## Występowanie
Gatunek ten jest endemitem Madagaskaru.